# Prasophyllum pallens
Prasophyllum pallens är en orkidéart som beskrevs av David Lloyd Jones. Prasophyllum pallens ingår i släktet Prasophyllum och familjen orkidéer.
Artens utbredningsområde är New South Wales. Inga underarter finns listade i Catalogue of Life.